# Egyptens håndboldlandshold (damer)
Egyptens håndboldlandshold er det egyptiske landshold i håndbold for kvinder, som også deltager i internationale håndboldkonkurrencer.

## Resultater

### Afrikamesterskabet i håndbold
- 1974:  Bronze
- 1985: 6. plads
- 1987: 6. plads
- 1989: 5. plads
- 1991: 7. plads
- 2004: 6. plads
- 2010: 6. plads
- 2012: 9. plads

## Eksterne links
- Officiel website Arkiveret 6. maj 2019 hos  Wayback Machine
- IHF profil Arkiveret 2. december 2014 hos  Wayback Machine

| Fodbold | Spire Denne artikel om en håndbold er en spire som bør udbygges. Du er velkommen til at hjælpe Wikipedia ved at udvide den. |